# Musée Guimet

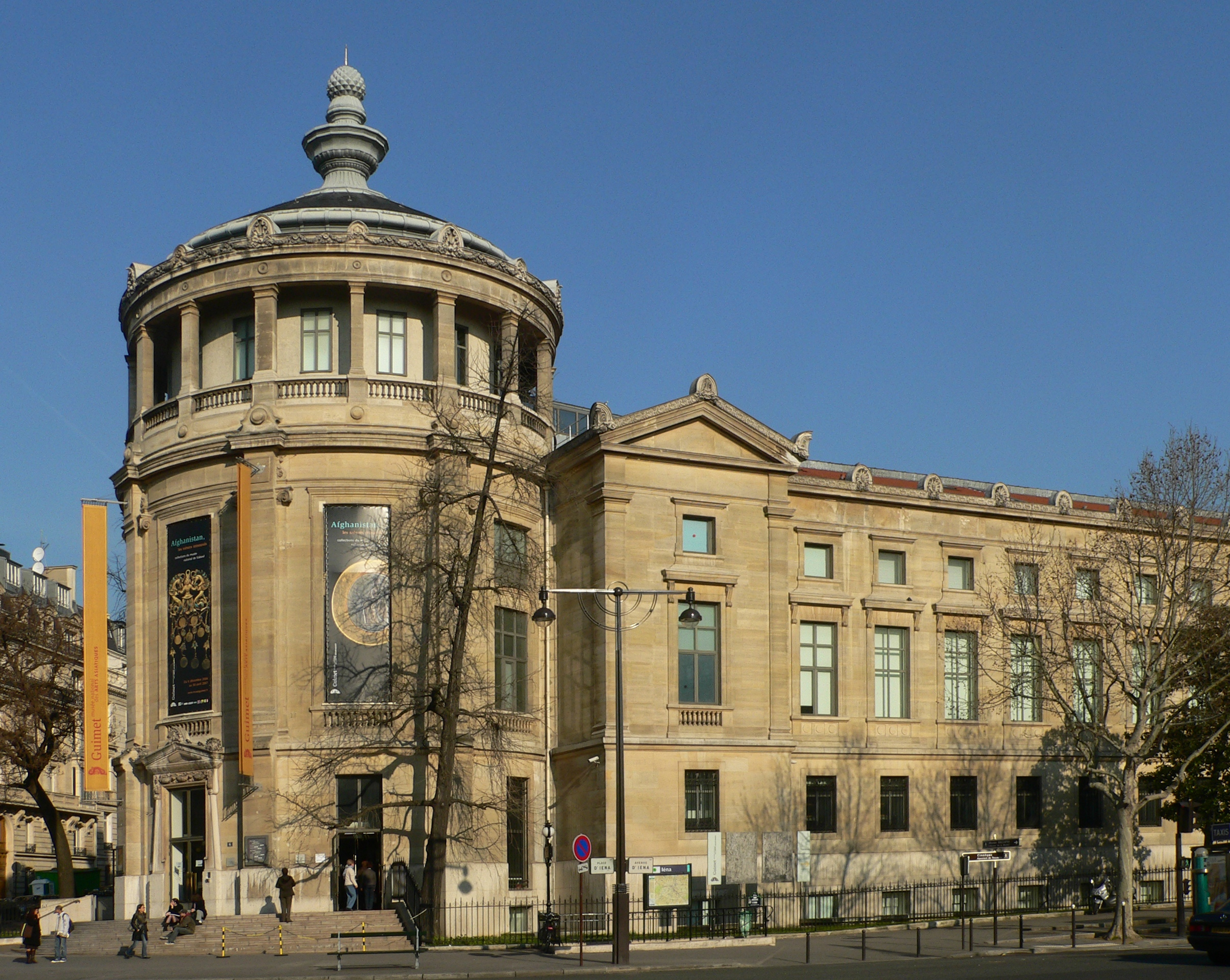
Musée Guimet in Paris

Das Musée Guimet (offiziell Musée national des Arts asiatiques – Guimet, MNAAG; „Nationales Museum der asiatischen Künste“) ist ein auf Initiative des Industriellen Émile Guimet im Jahr 1889 im 16. Arrondissement von Paris errichtetes, heute staatliches Museum asiatischer Künste. Die langjährige Kuratorin Jeannine Auboyer gestaltete es 1960 um und erweiterte es 1991 um die Panthéon bouddhique („buddhistisches Pantheon“) genannte Abteilung im früheren Hôtel Heidelbach. Zu dem Museum gehört ein kleiner japanischer Garten. Als dritter Standort gehört seit 2012 auch das Musée d’Ennery dazu.
Ziel des an der Place d’Iéna gelegenen Museums ist es, dem europäischen Publikum die Nuancen zwischen den verschiedenen fernöstlichen Zivilisationen auf didaktische Weise nahezubringen.

## Bestände
Das Museum besitzt die größte Sammlung asiatischer Sakral- und Kunstgegenstände außerhalb Asiens. Einen Teil des ursprünglichen Fundus brachte der Museumsgründer selbst von seinen zahlreichen Reisen nach Paris. Zwischen 1927 und 1938 konnte die Sammlung zunächst durch Expeditionen nach Zentralasien und China erweitert werden, darunter Teile des Schatz von Begram aus Afghanistan. Sie profitierte darüber hinaus von der Errichtung – anlässlich der Weltausstellung von 1937 – des Palais de Chaillot insofern, als diesem das Musée du Trocadéro weichen musste, dessen Abteilung der Künste Indochinas dem Musée Guimet zugeführt wurden.
Stand 2024 gibt es folgende Ausstellungen: 
- Im Erdgeschoss und im Eingangsbereich befindet sich eine große Ausstellung über die Kunst der Khmer mit Ausstellungsstücken aus Angkor Wat. In den Nebenräumen wird indische Kunst vor allem sakrale Kunst und Kunst aus Thailand, Myanmar, Indonesien und Vietnam präsentiert. Die Stücke sind zum Teil sehr alt.[1]
- Die erste Etage widmet sich chinesischer Kunst vorzugsweise aus dem 10. Jahrhundert. In einem Saal wird auch Kunst aus dem Himalaya und einige dekorative Objekte aus Indien ausgestellt.[2]
- Die zweite Etage zeigt archäologische Kunst aus Japan[3] und Korea sowie Porzellan aus China aus verschiedenen Jahrhunderten.[4]

## Galerie: Auswahl aus den ausgestellten Objekten

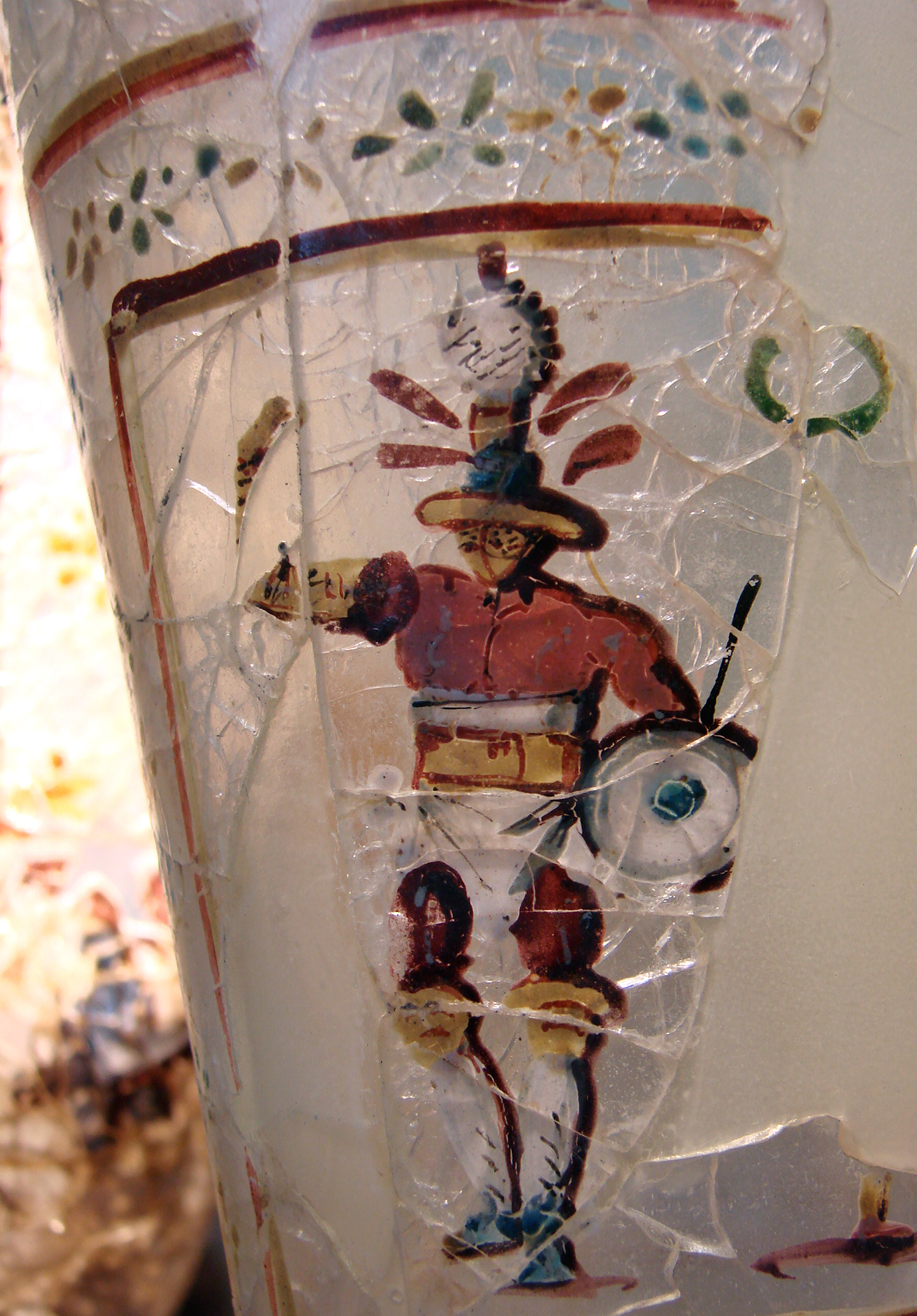
Gladiator, emailliertes Glas. Römische Kunst, 1. Jhr., Schatz von Begram, Provinz Kapisa, Afghanistan.
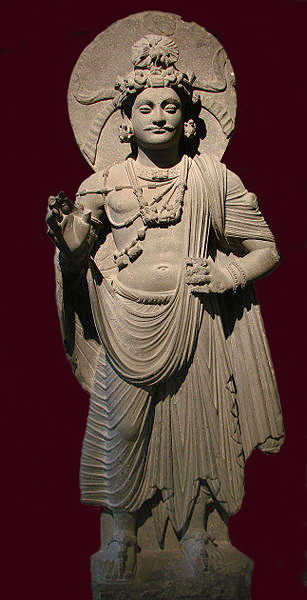
Bodhisattva, Kunst aus Gandhara, 3. Jhr. Imperium Kuschana. Glimmerschiefer. Pakistan.
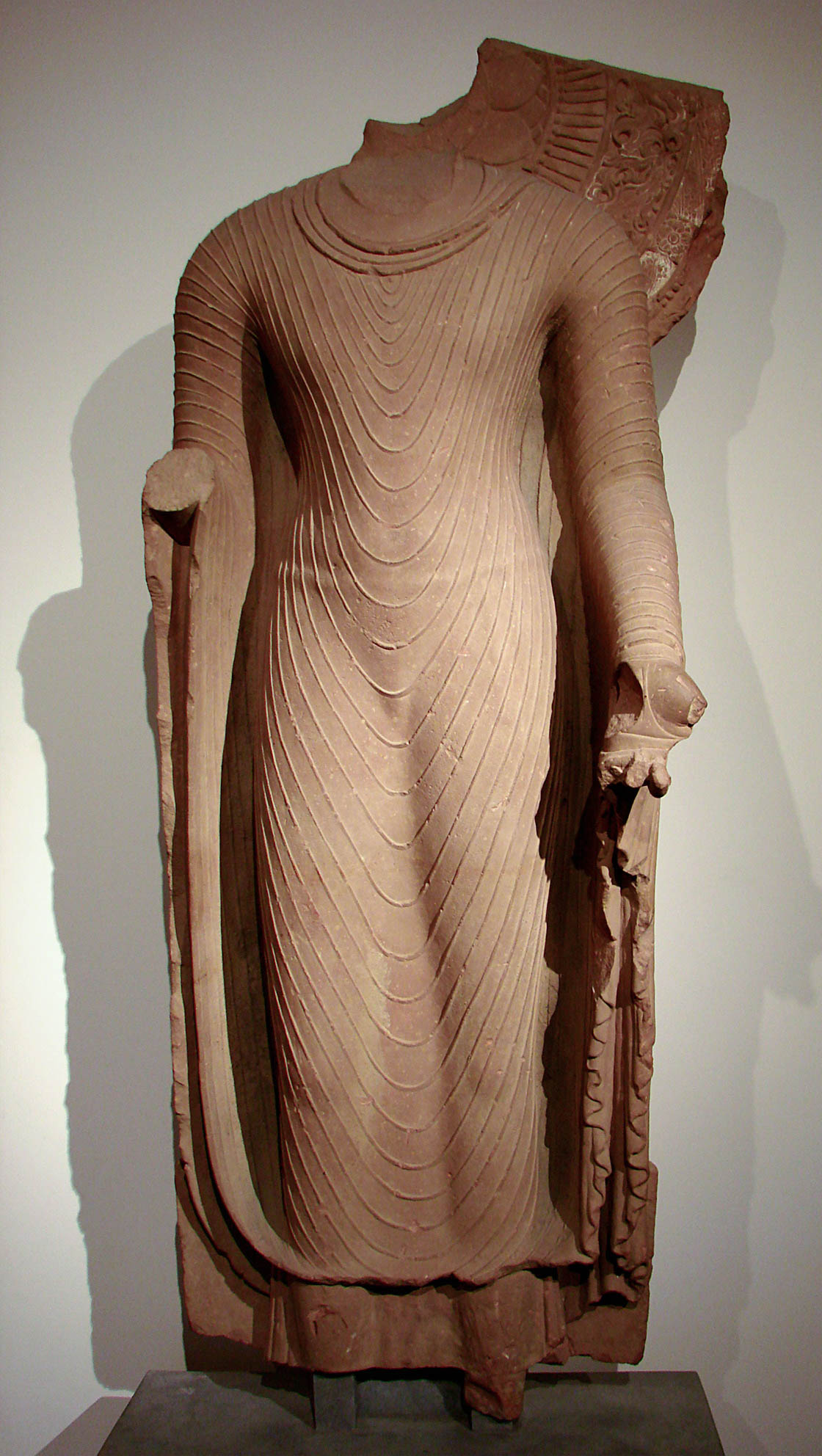
Buddha in einer Uttarâsangâ-Robe, Frühphase des Gupta-Reiches 6. Jhr., Mathura-Schule, roter Sandstein. Indien.
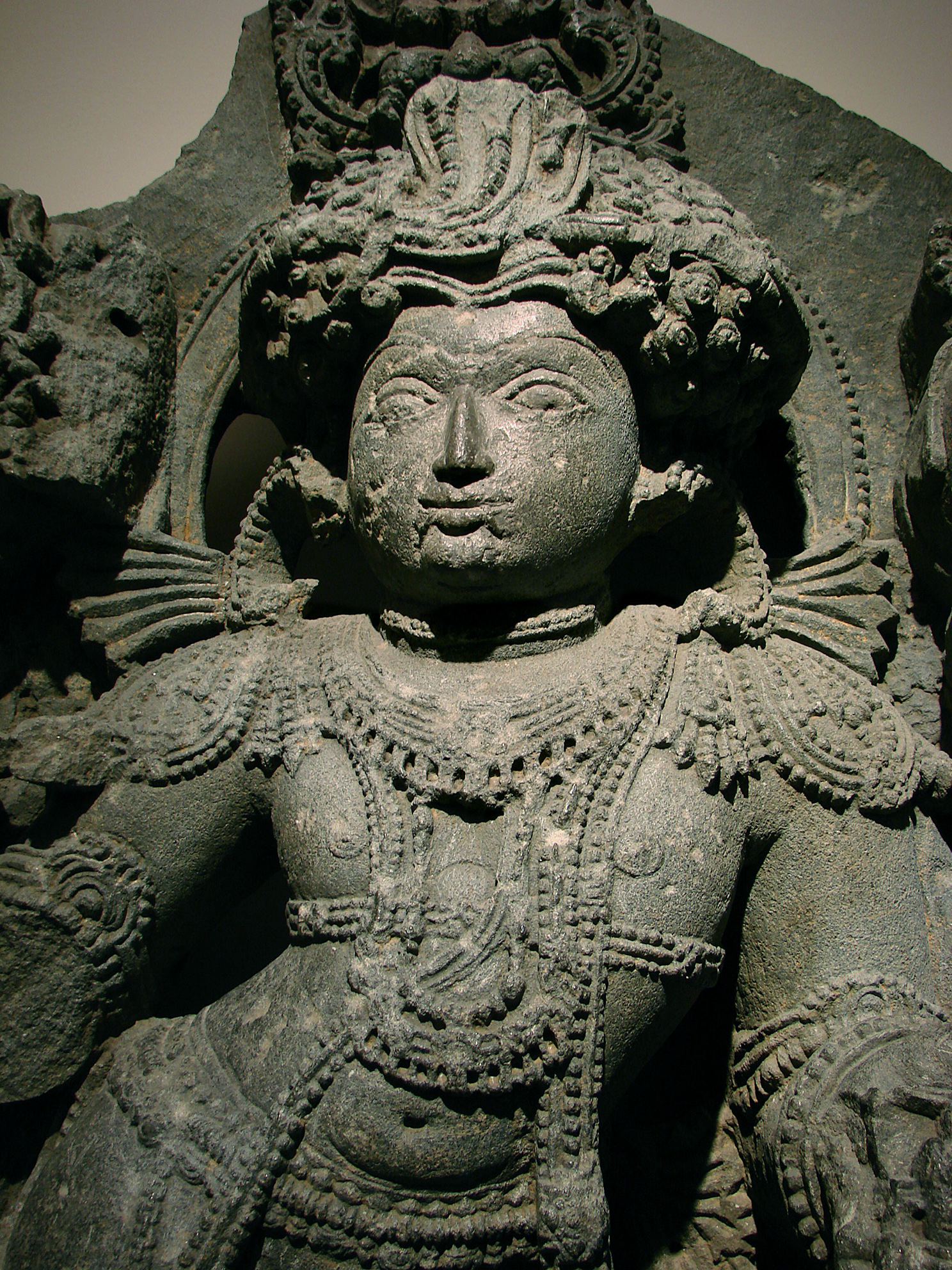
Bhairava, Inkarnation von Shiva. 13. Jahr.Karnataka, Hoysala-Epoche, Grünschiefer. Indien.
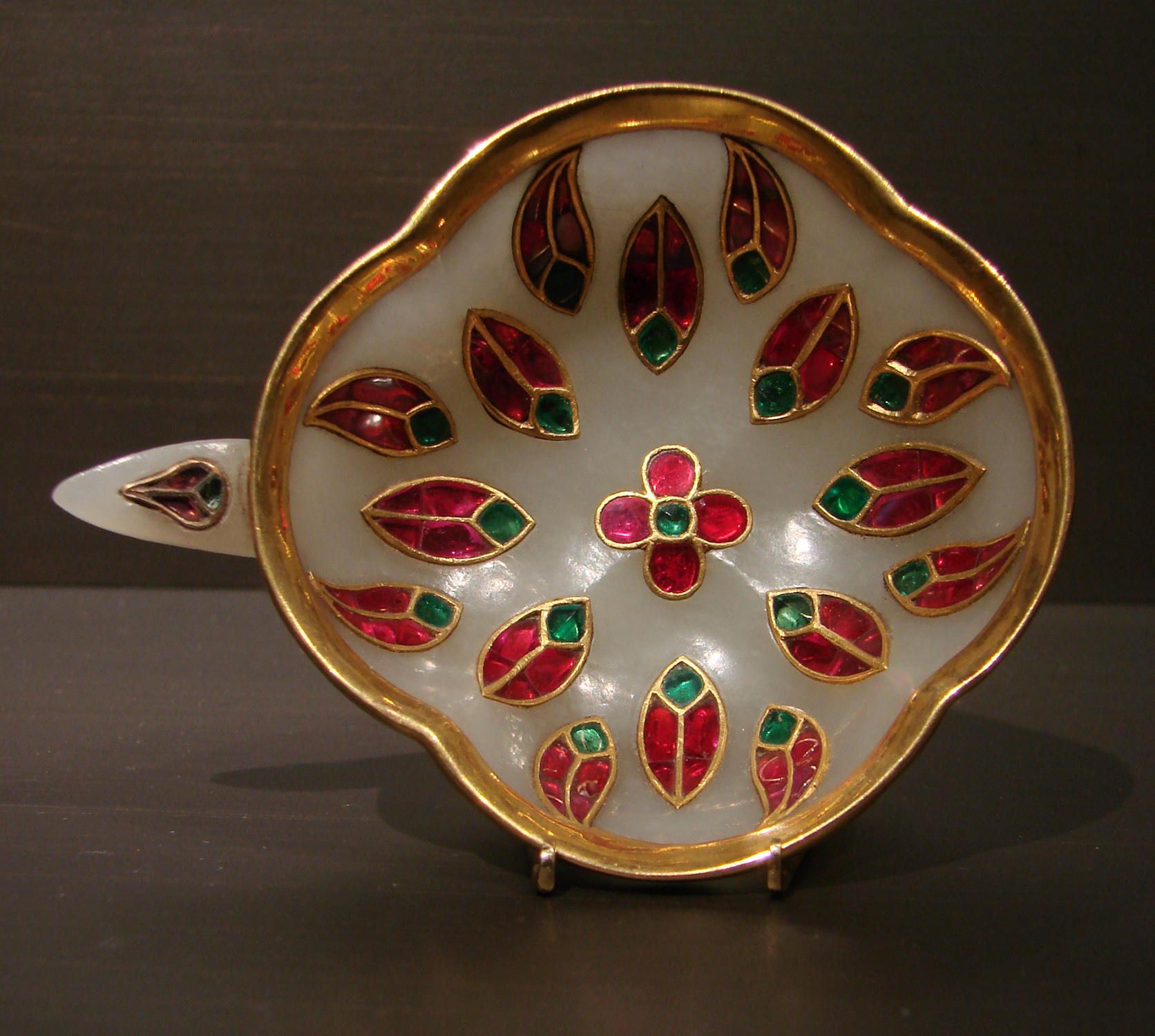
Weinschale. Mogulreich 13. Jhr. Jade, Gold, Rubine, Smaragde. Indien.
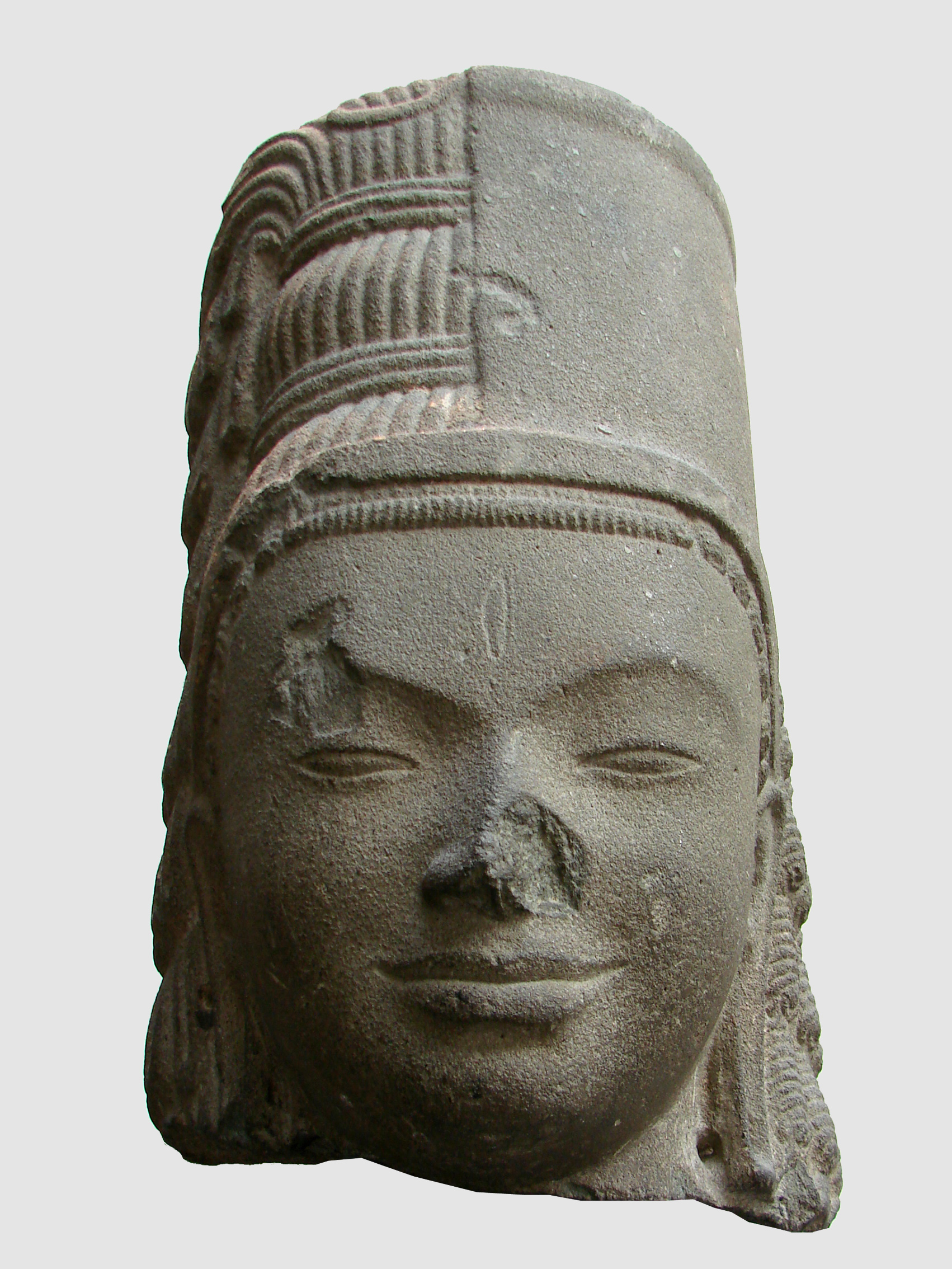
Harihara (Shiva et Vishnu), Kunst der Khmer, Sandstein, Provinz Takeo, Phnom Da-Stil. Kambodscha.
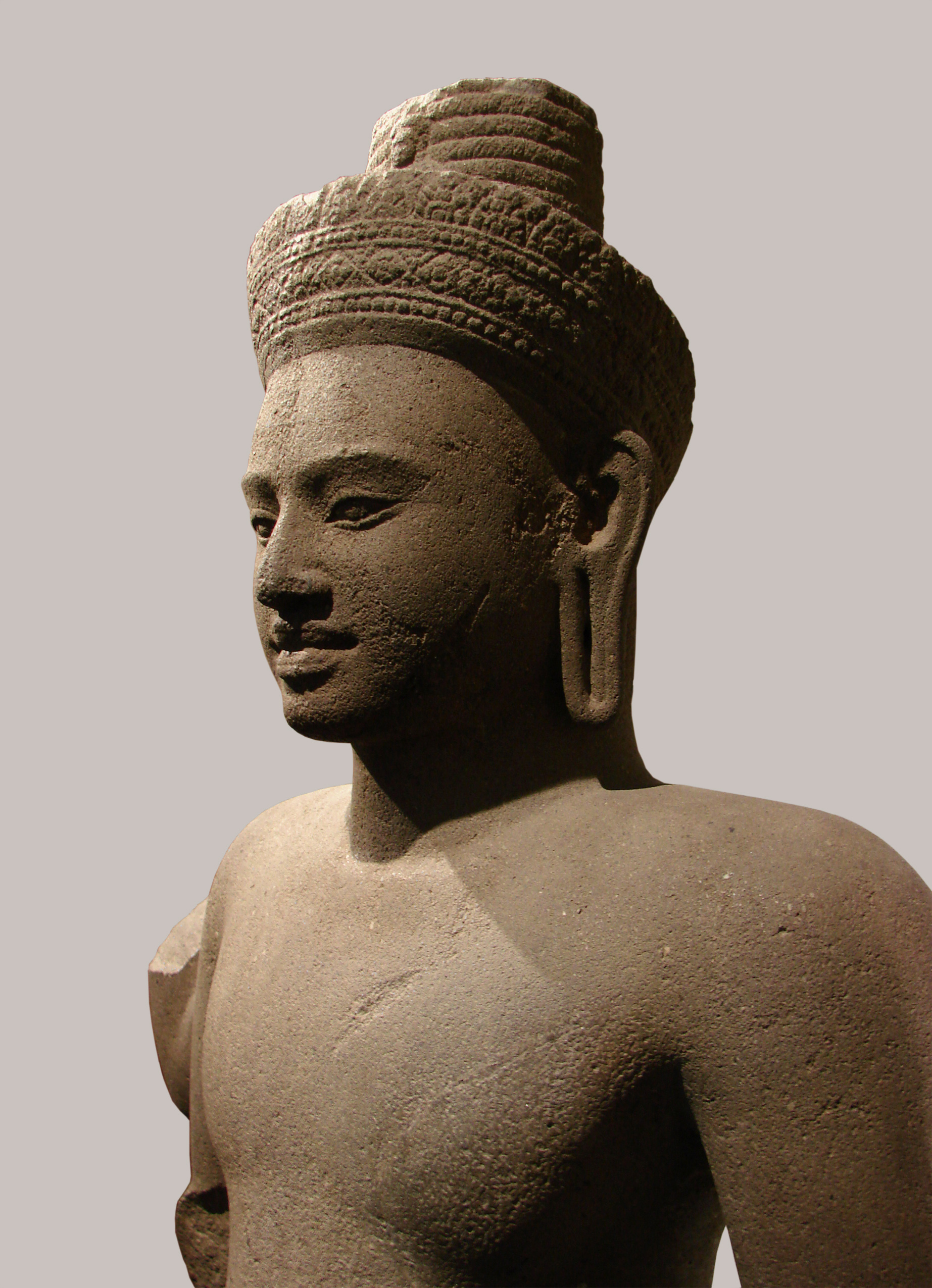
Bodhisattva Lokeshvara, Kunst der Khmer 10./11. Jhr. Kambodscha.
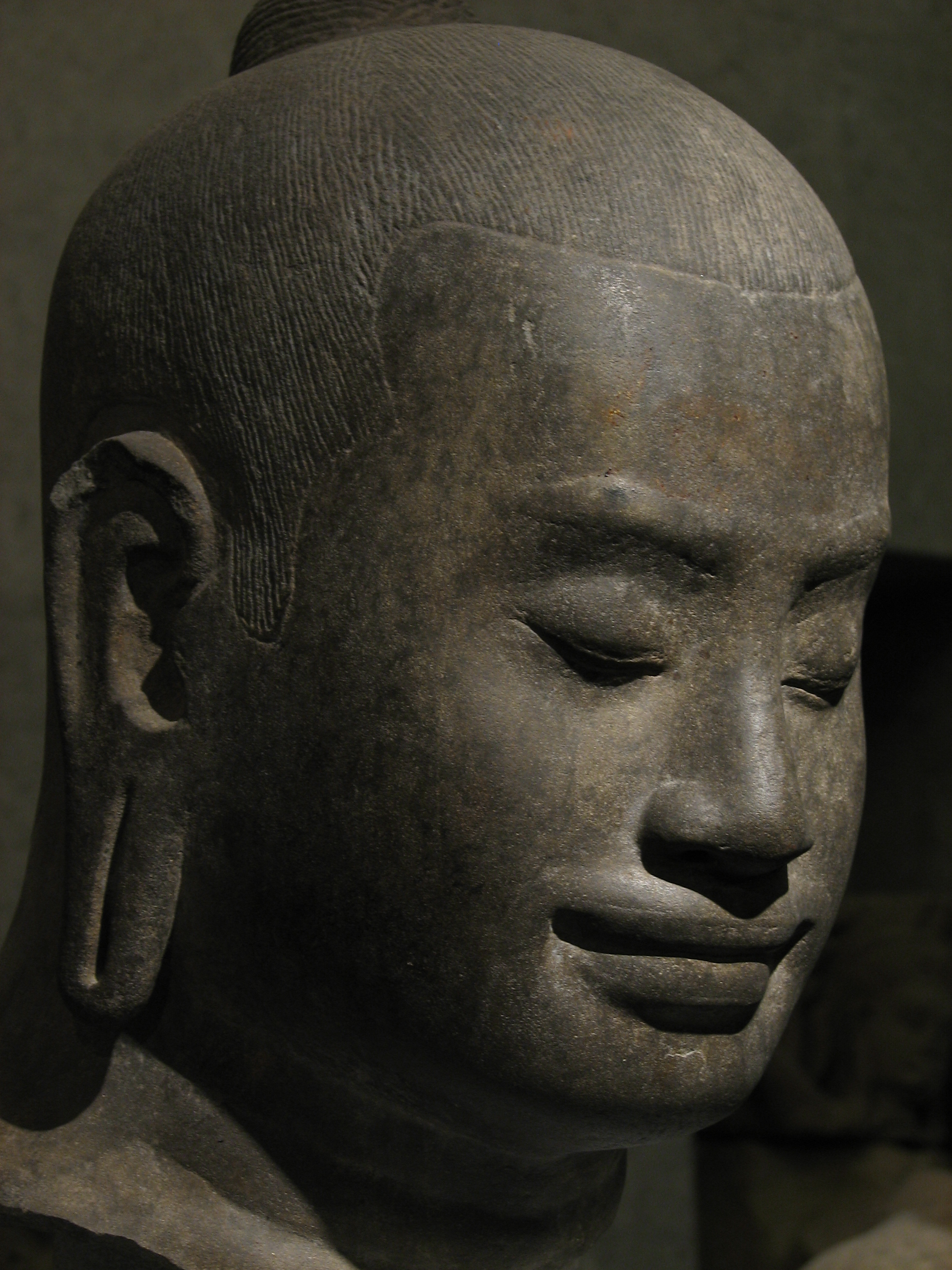
(Vermutlich) Kopf des Jayavarman VII., 1181–1201 oder 1218, Bayon-Stil. Kambodscha.
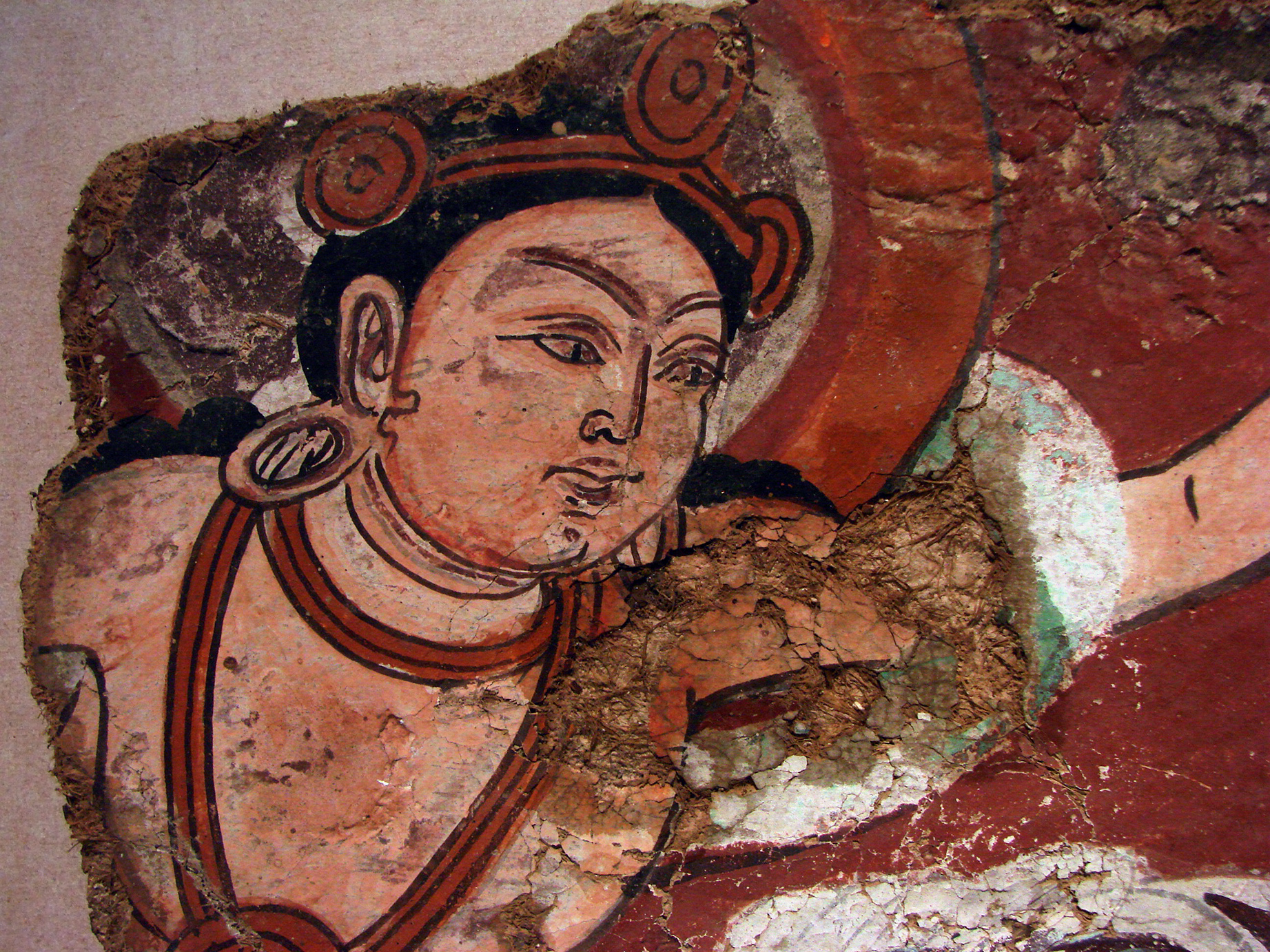
Buddha. Wandmalerei aus Kuqa, Tang-Dynastie, erste Hälfte des 8. Jhr. China.
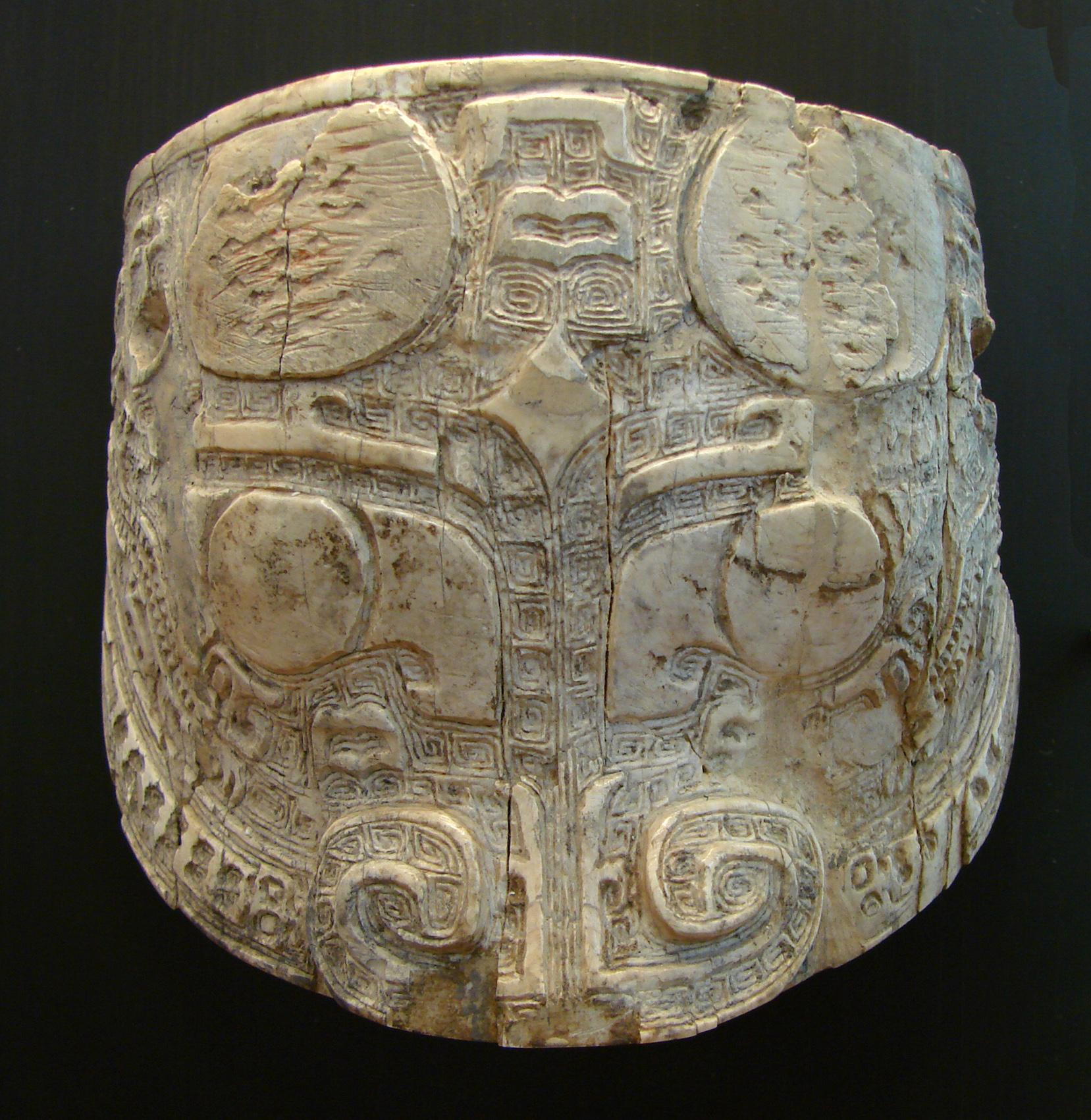
Taotie-Maske, Elfenbein. Shang-Dynastie, 11. Jhr. v. Chr.
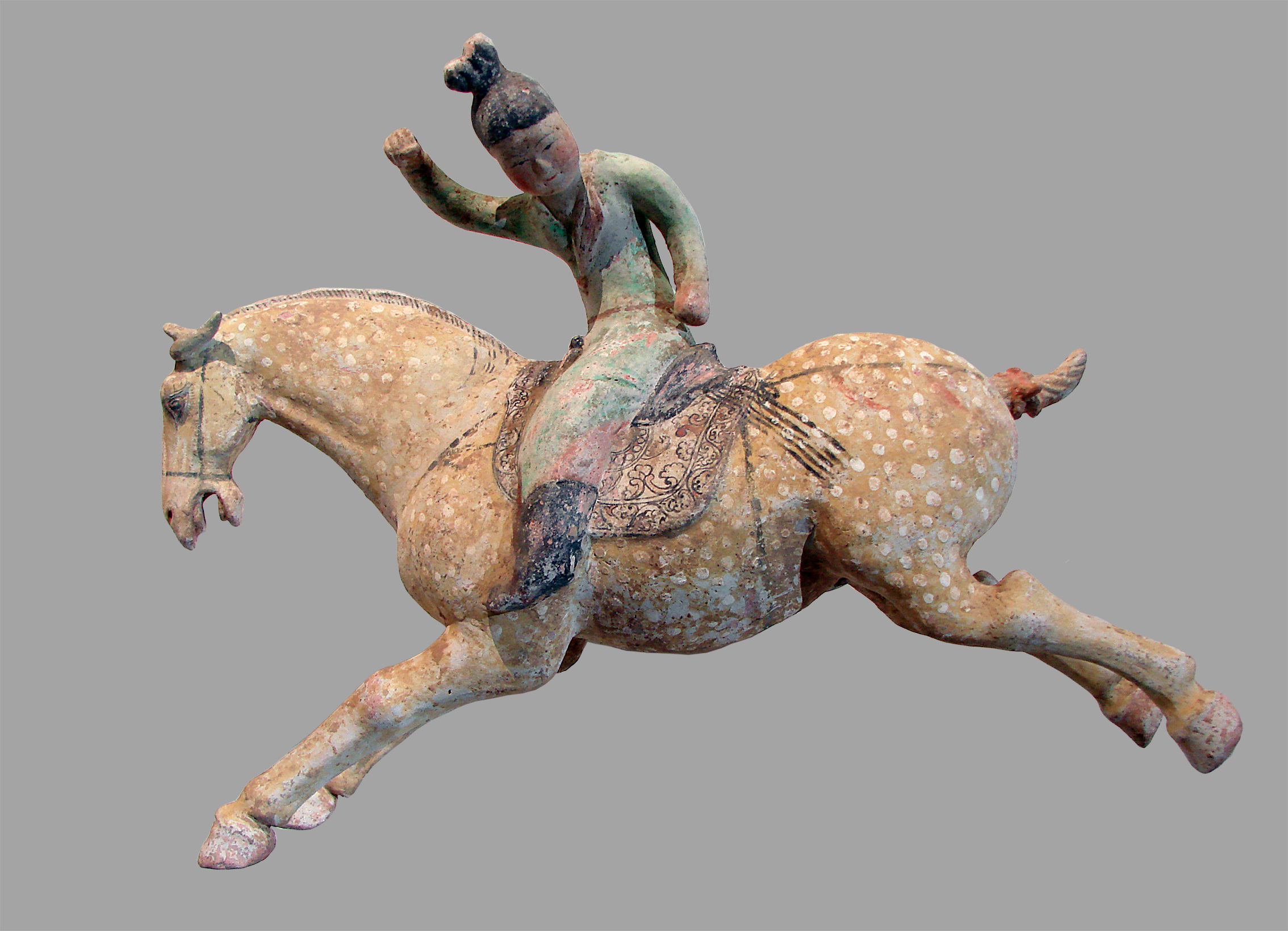
Polospielerin. Tang-Dynastie, erste Hälfte des 8. Jhr. Terrakotta.
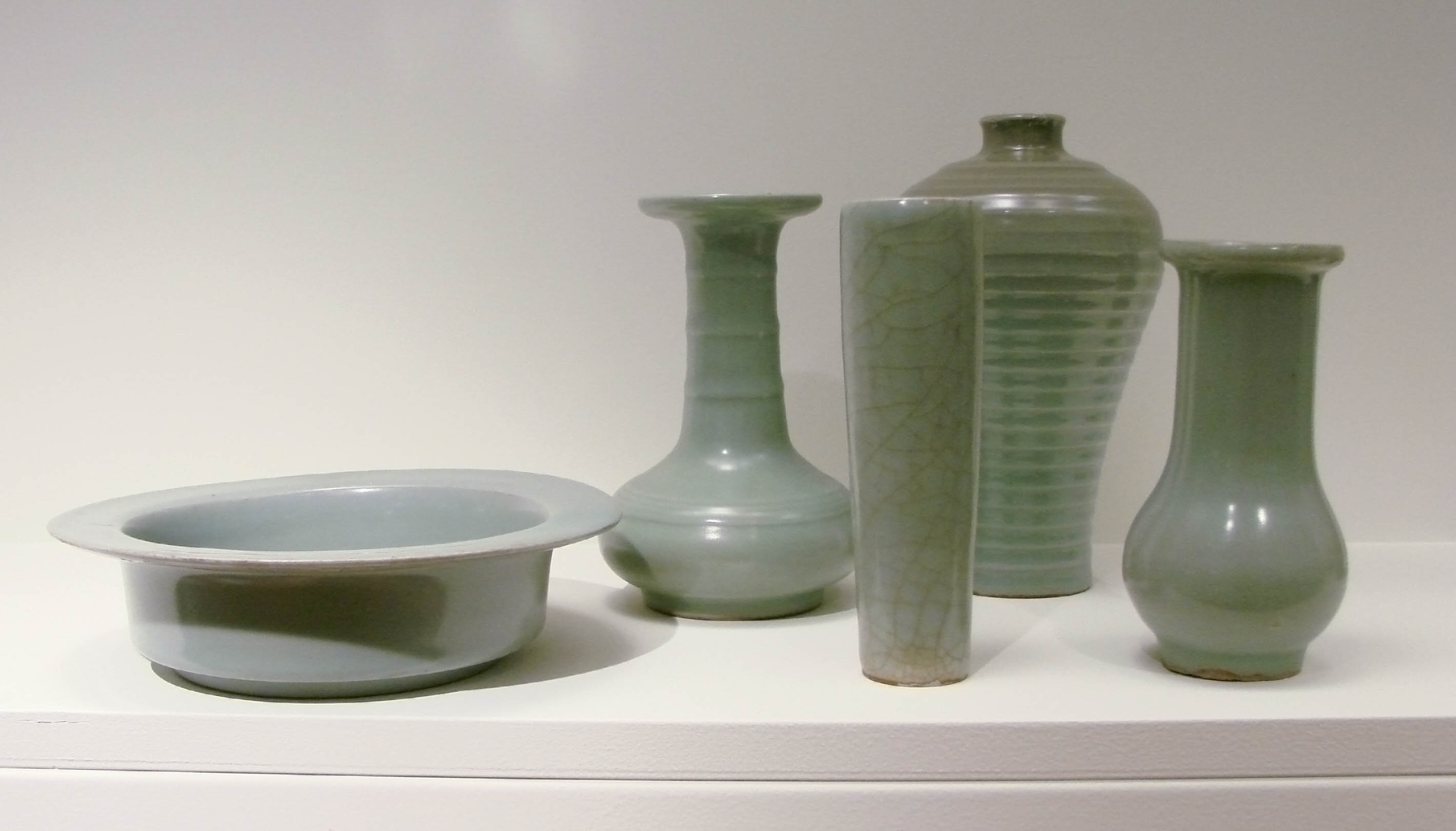
Seladon-Keramik. Longquan, Zhejiang-Provinz, Südliche Song-Dynastie, Südchina.
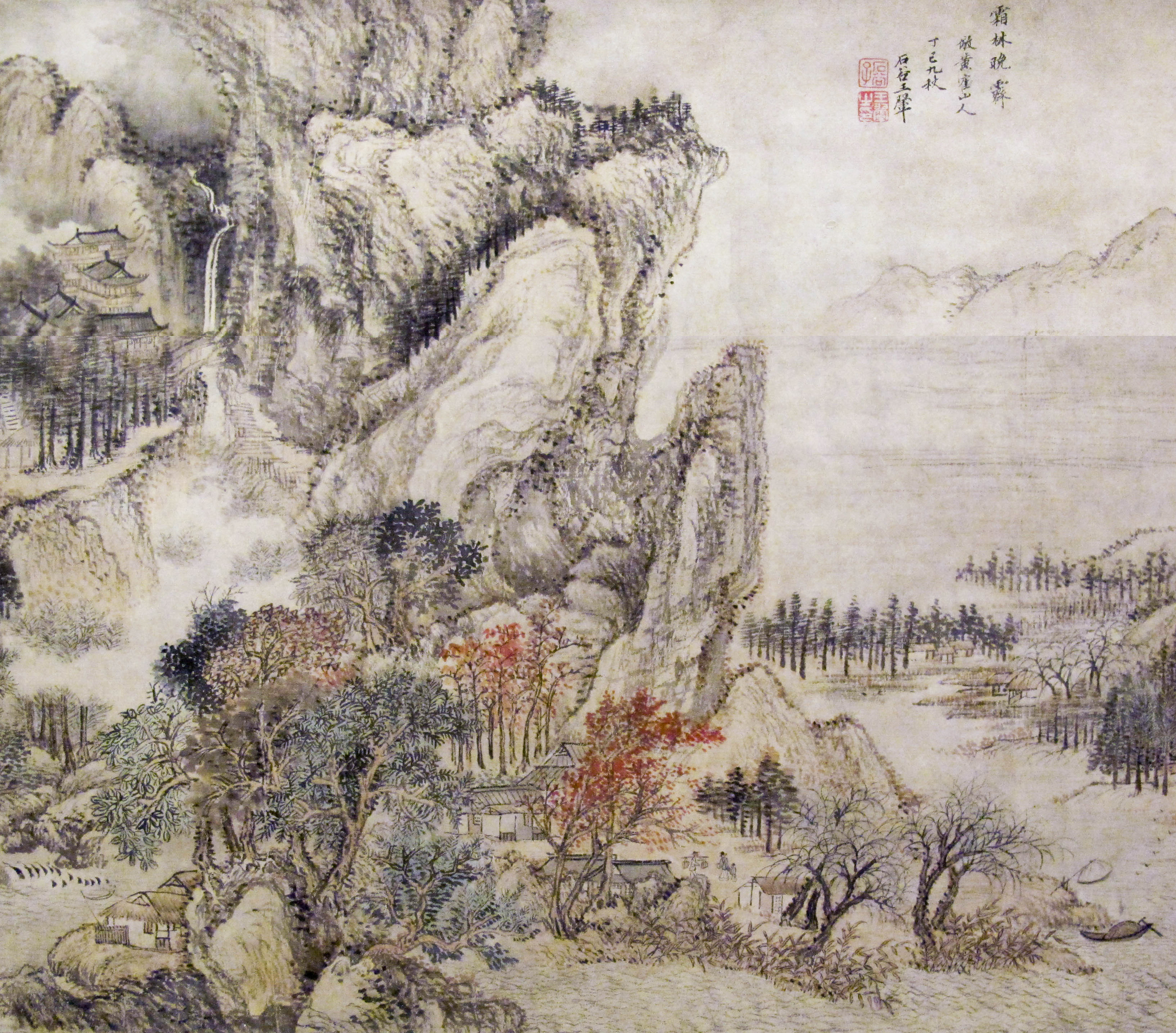
Wang Hui, 1632–1717. Der Wald unter Raureif an einem klaren Abend im Stile von Wang Meng. Tinte und helle Farben auf Papier. Letztes Viertel der Qing-dynastie. Ausschnitt.
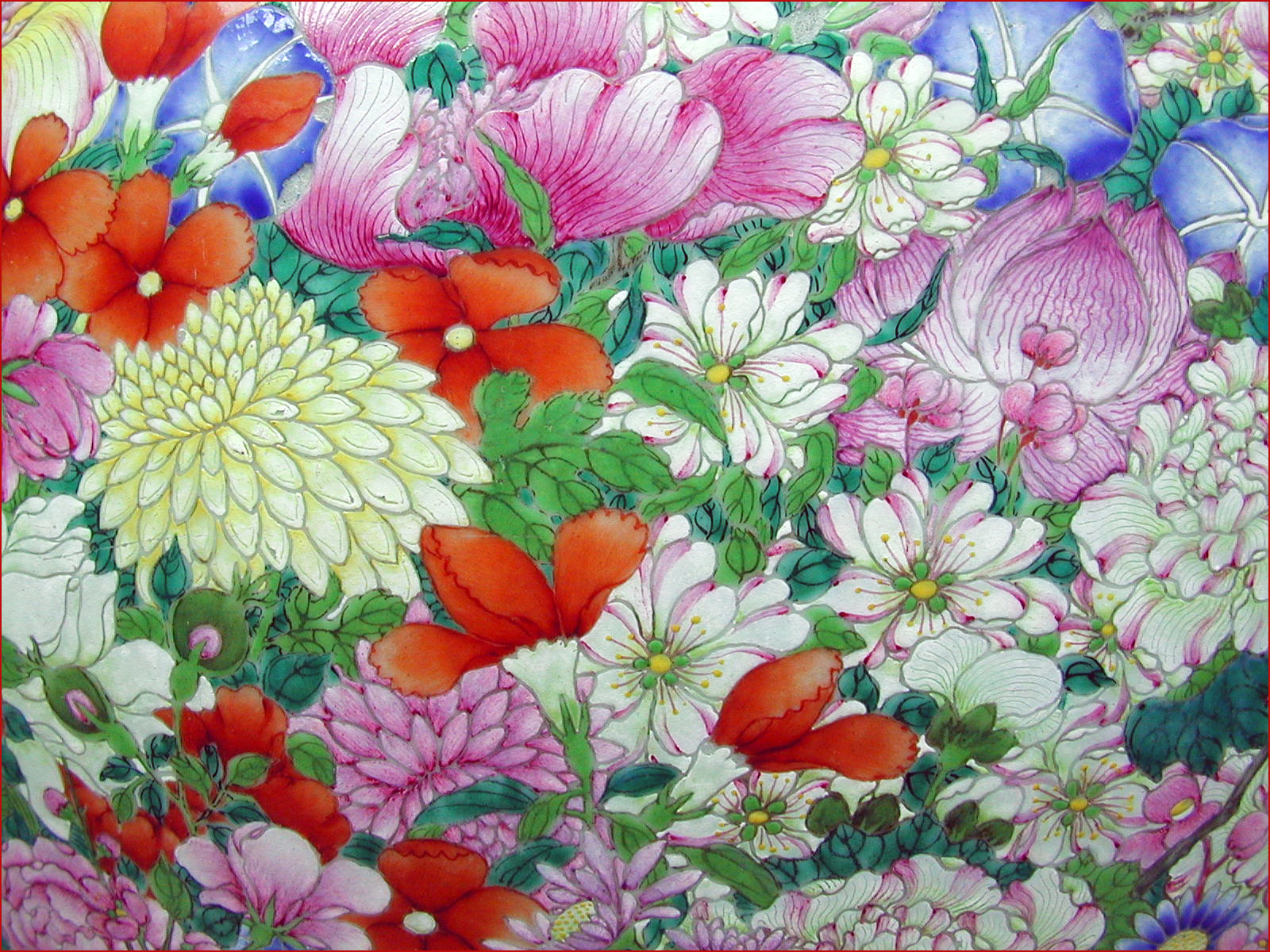
Vase mit Blumenmotiv. Porzellan aus der Jiangxi-Provinz, Ende der Regierungszeit von Qianlong (1736–1795), Qing-dynastie. Südchina.
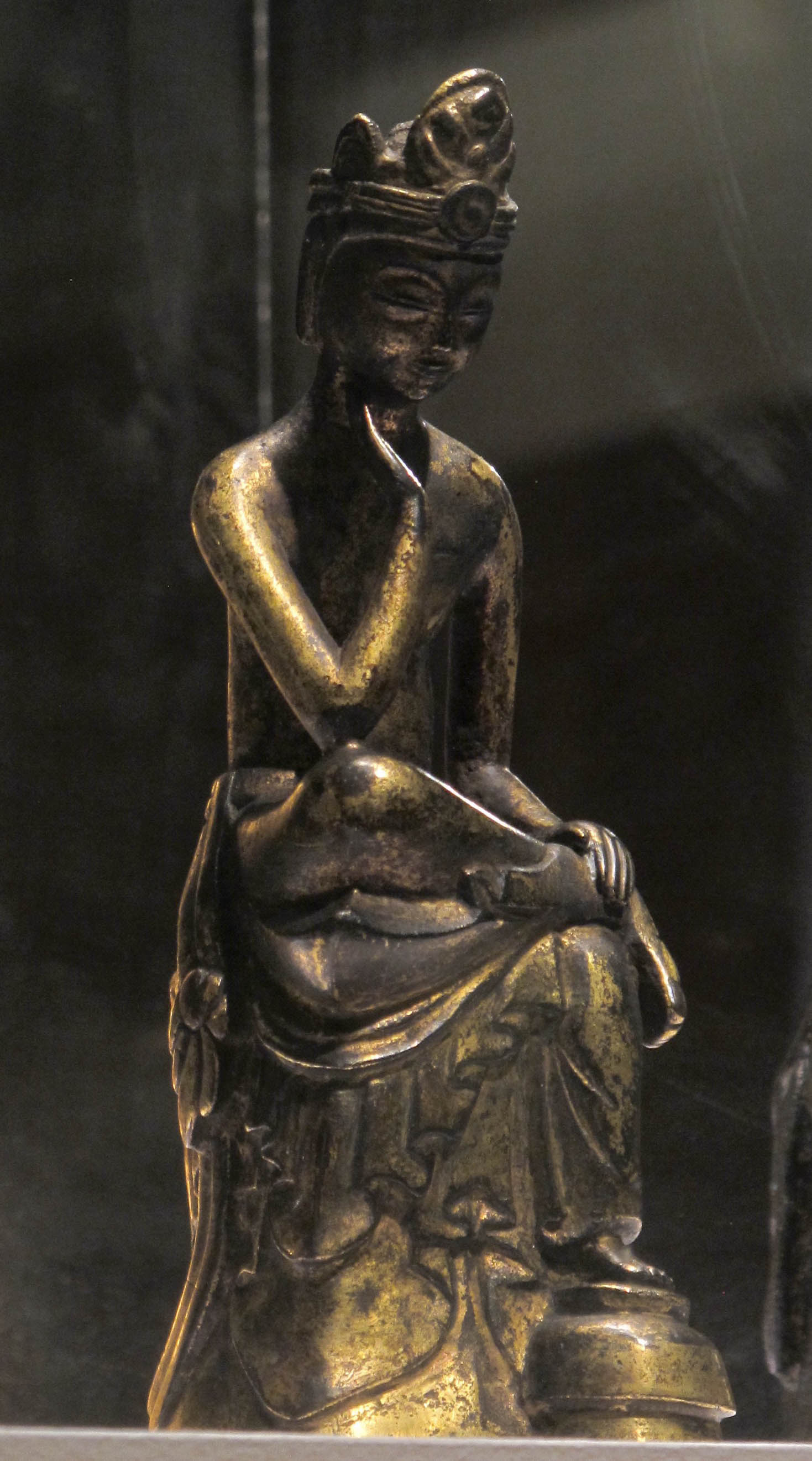
Meditierender Bodhisattva. Zeit der drei Königreiche, 7. Jhr., Königreich Baekje. Vergoldete Bronze, H. 15,5 cm.
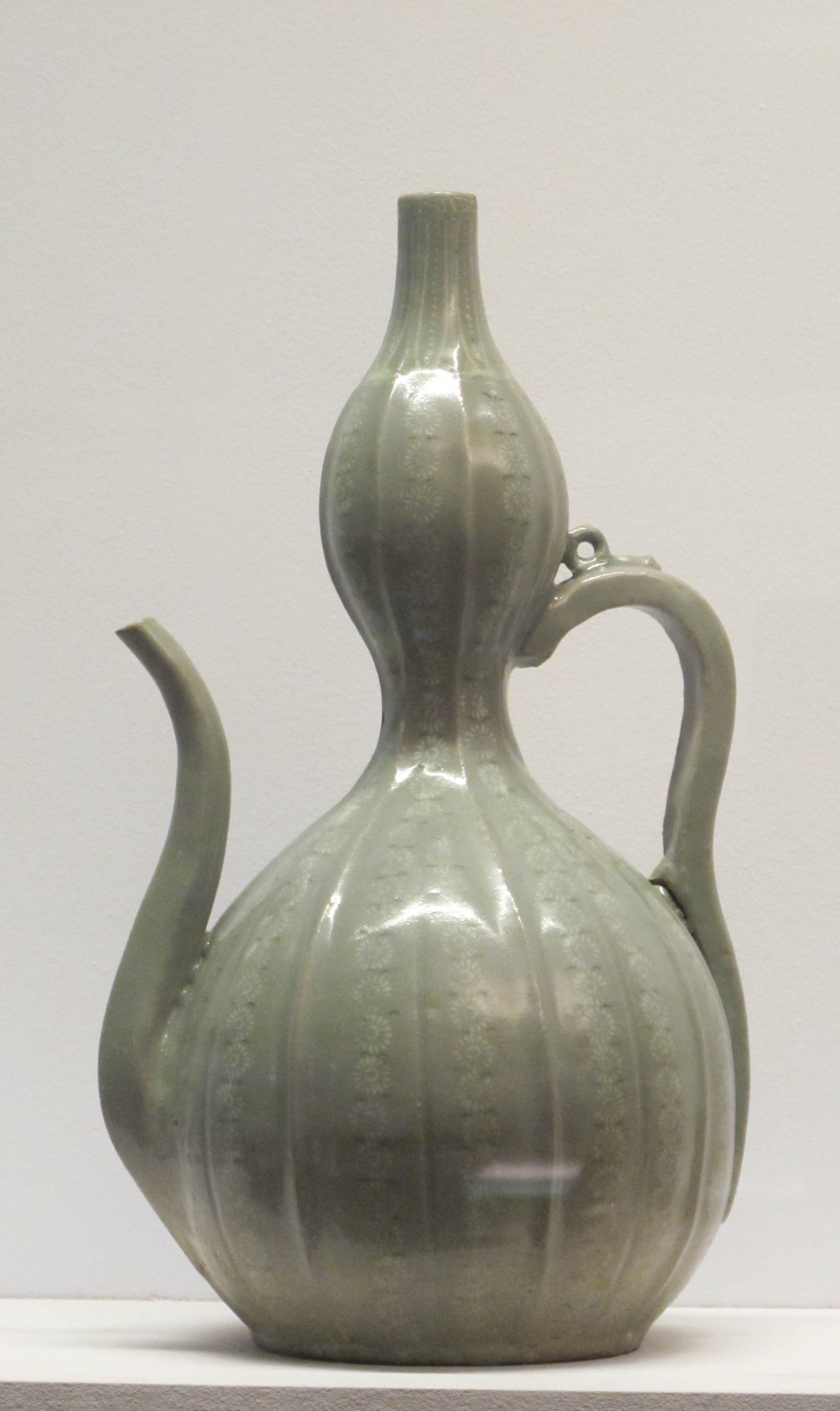
Kanne. Eingraviertes Dekor unter einer Seladon-Gravur. Goryeo-Reich (918–1392), 12/13 Jhr. Korea.
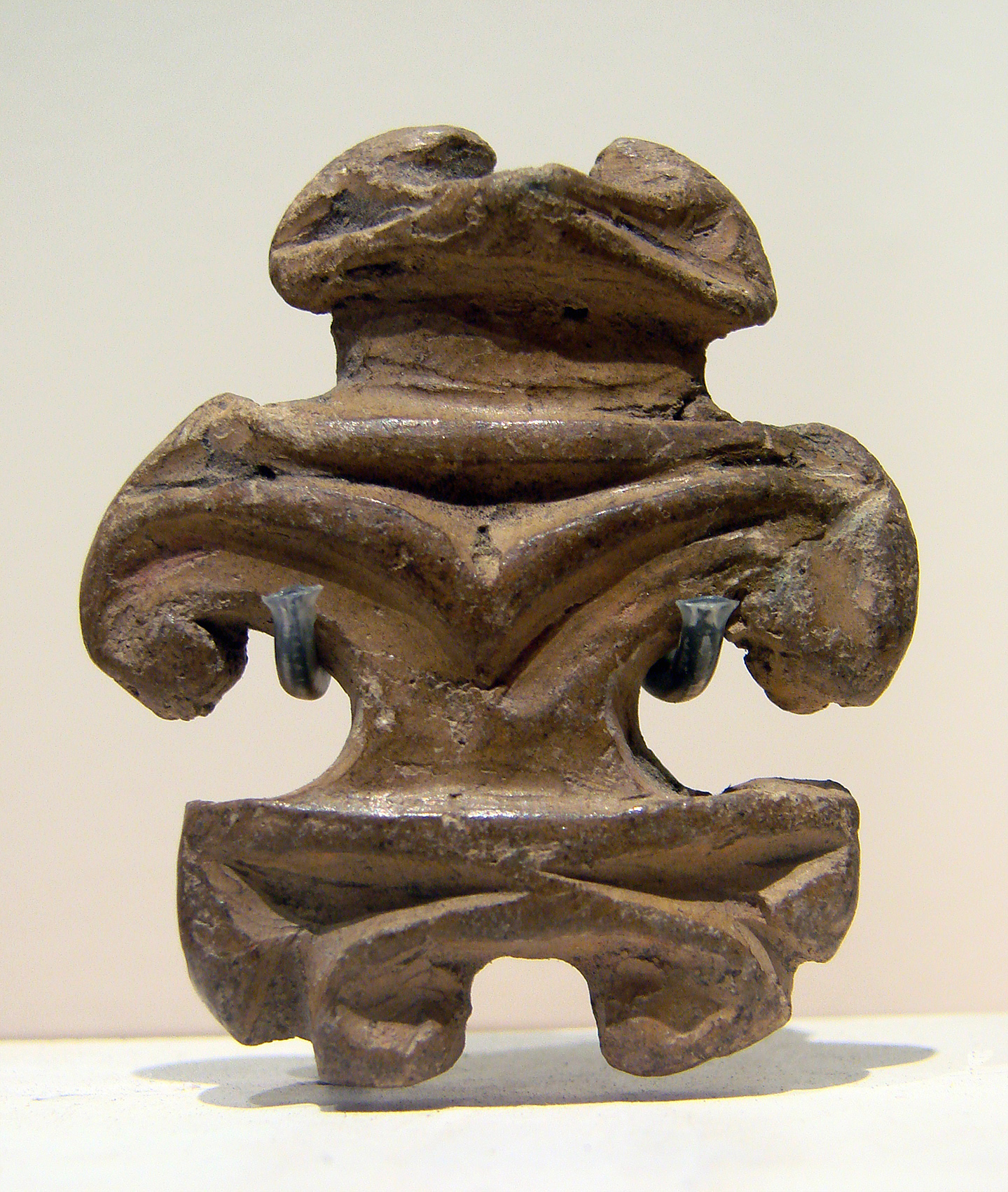
Dogū-Figur aus Terrakotta Kantō- oder Tōhoku-Provinz, späte Jōmon-Zeit 10. bis 3. Jhr. v. Chr., Japan.
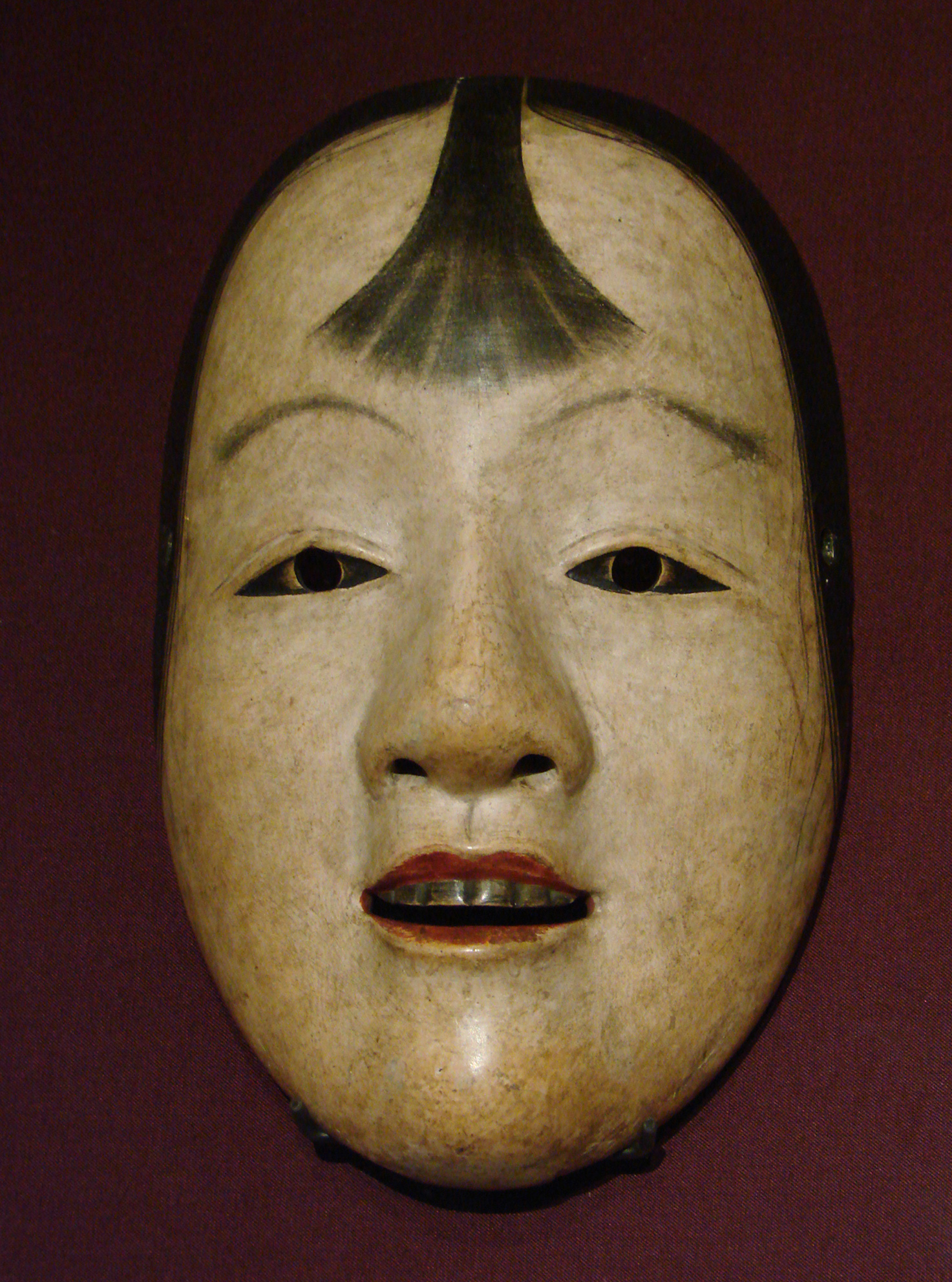
Maske eines „Jugendlichen“ im Nō-Theater aus der Edo-Zeit (1603–1868), lackiertes und bemaltes Holz. Japan.
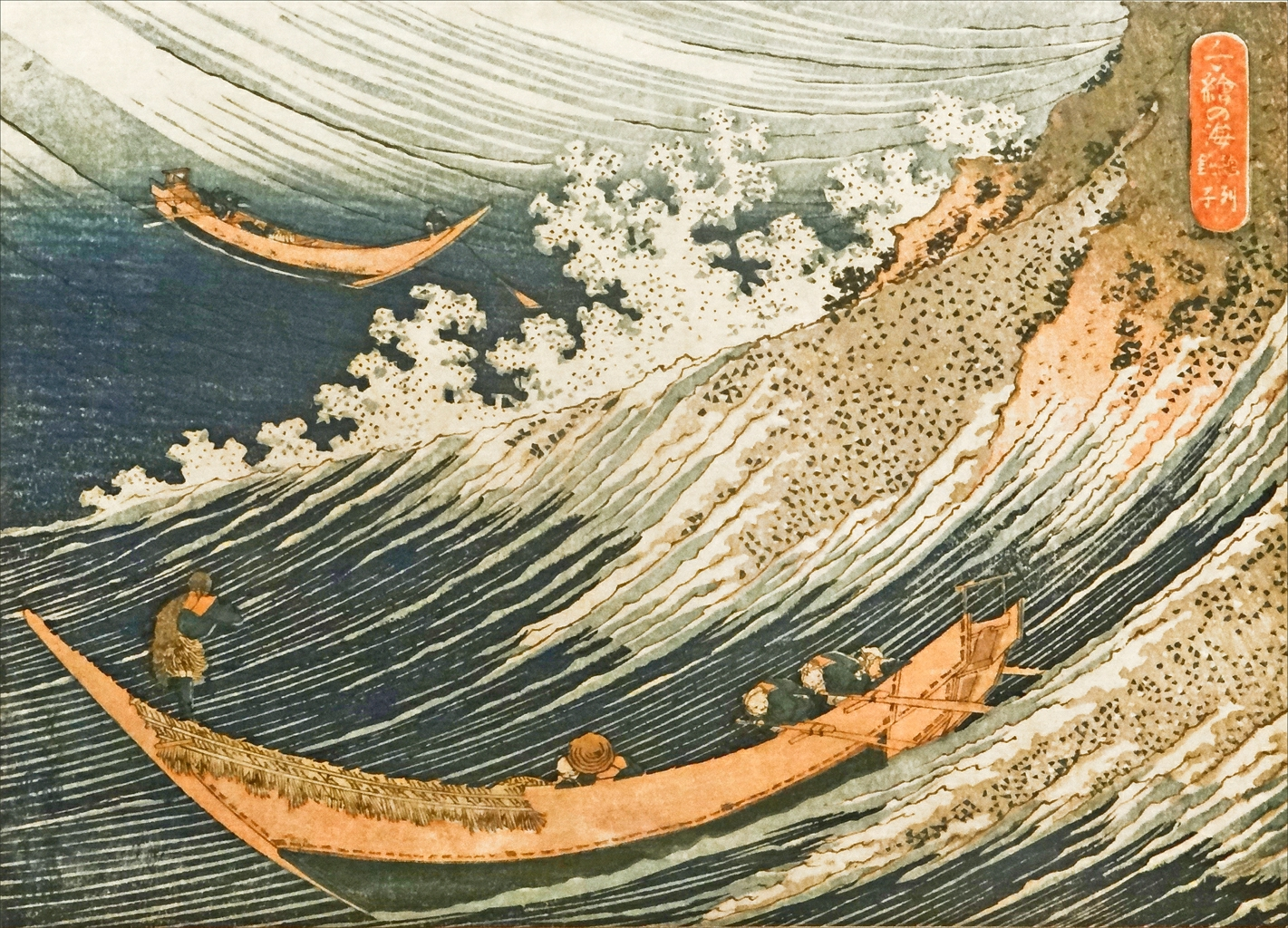
Katsushika Hokusai: Aus der Serie Tausend Bilder des Ozeans, 1832–1834. Japanischer Farbholzschnitt im Format chuban: 19×24,5 cm.

## Leiter
- 1923–1941: Joseph Hackin
- 1944–1952: René Grousset
- 1953–1965: Philippe Stern
- 1965–1980: Jeannine Auboyer
- 1982–1986: Vadime Elisseeff
- 1986–2008: Jean-François Jarrige
- 2008–2011: Jacques Giès
- 2011–2013: Olivier de Bernon
- 2013–2022: Sophie Makariou
- seit 2022: Yannick Lintz

## Schriftenreihe des Museums
- Annales du Musée Guimet: Bibliothèque d’études